# Tole glabra
Tole glabra är en kräftdjursart som först beskrevs av Richardson 1908B.  Tole glabra ingår i släktet Tole, ordningen gråsuggor och tånglöss, klassen storkräftor, fylumet leddjur och riket djur. Inga underarter finns listade i Catalogue of Life.